# Christian VII. (Dänemark und Norwegen)

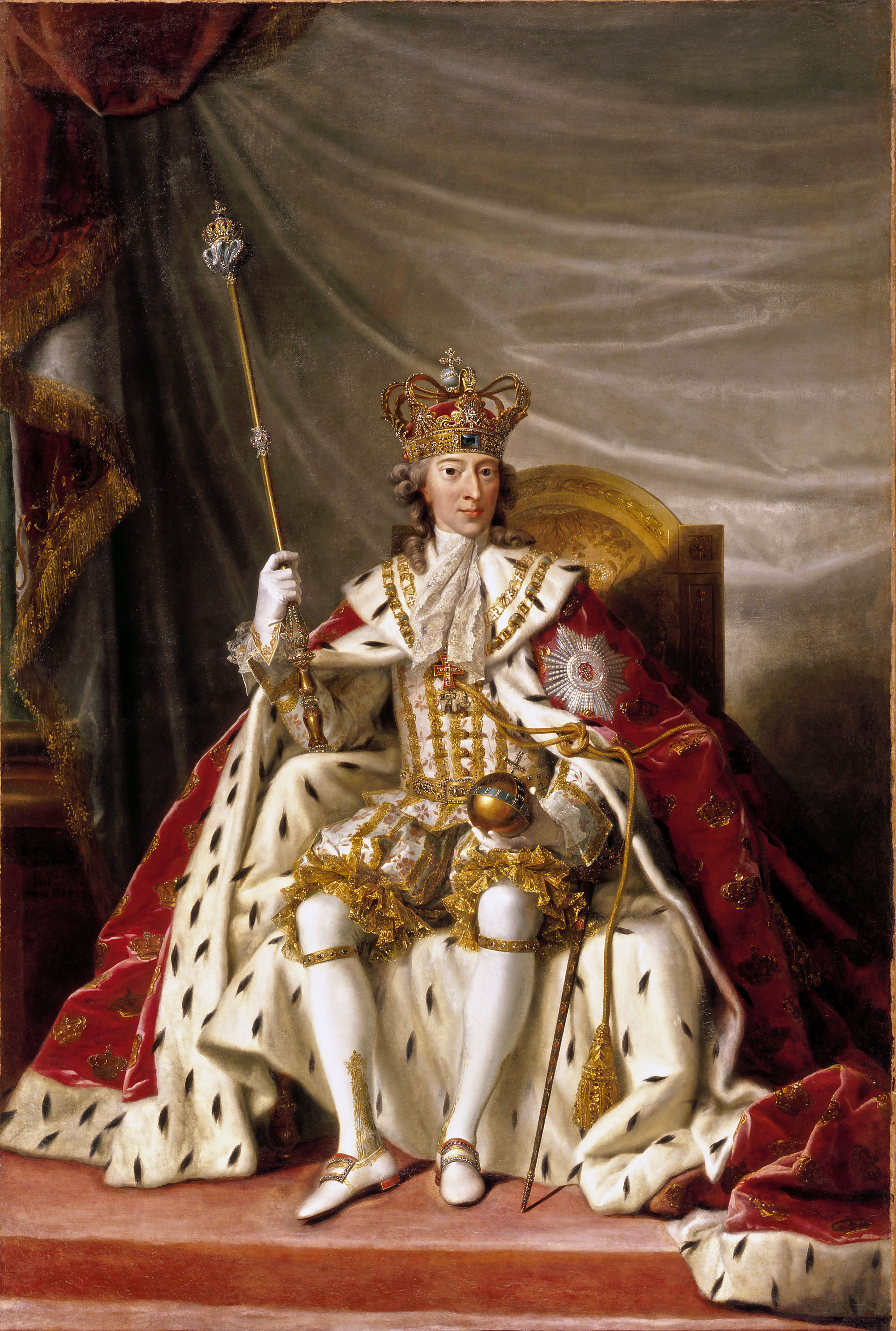
Christian VII. von Dänemark,
Gemälde von Jens Juel, 1789

Christian VII. (* 29. Januar 1749 in Kopenhagen; † 13. März 1808 in Rendsburg) war ein dänischer Regent. Er war König von Dänemark und Norwegen von 1766 bis 1808 und Herzog von Schleswig und Holstein sowie von 1766 bis zum Vertrag von Zarskoje Selo 1774 Graf von Oldenburg und Delmenhorst. Er stammte aus dem Haus Oldenburg. Christian VII. galt als geistesgestört. Der Nachwelt bekannt ist er vor allem wegen der Affäre um seinen Leibarzt Johann Friedrich Struensee.

## Leben

### Jugend

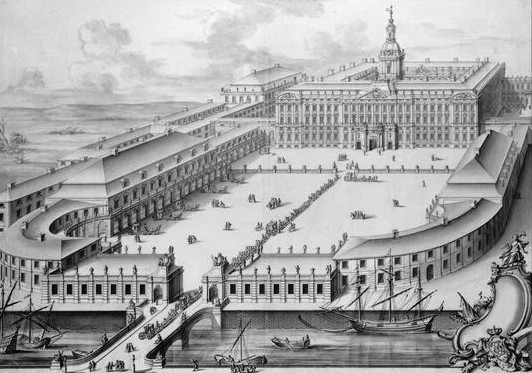
Schloss Christiansborg um 1750.

Christian VII. wurde im Schlafzimmer der Königin auf Schloss Christiansborg geboren, der Hauptresidenz der dänischen Monarchie auf der Insel Slotsholmen im Zentrum von Kopenhagen. Er war der Sohn von Friedrich V., König von Dänemark und Norwegen, und dessen erster Gemahlin Louise von Großbritannien. Nur wenige Stunden nach der Geburt wurde er vom königlichen Konfessionarius (Beichtvater) auf den alleinigen Namen Christian getauft. Seine Großmutter, die Königinwitwe Sophie Magdalene, trug den Prinzen während der Taufe als Taufpatin. Nach der Taufe wurde der neugeborene Prinz in eine Paradewiege mit Thronhimmel zum Betrachten für die vielen Taufgäste gelegt.
Christian war das vierte Kind und der zweite Sohn seiner Eltern. Sein gleichnamiger älterer Bruder war anderthalb Jahre vor Christians Geburt mit knapp zwei Jahren gestorben, und Christian war damit als ältester überlebender Sohn Kronprinz von Geburt an. Die Hoffnungen für die Zukunft des neuen Thronfolgers waren groß, und anlässlich der Geburt des neuen Kronprinzen komponierte Christoph Willibald Gluck, der von 1748 bis 1749 in Kopenhagen ansässig war, die Oper La contesa dei Numi, die am 9. April 1749 beim ersten Kirchgang der Königin nach der Entbindung auf dem Schloss Charlottenborg in Kopenhagen aufgeführt wurde. Der „Streit der Götter“ dreht sich darum, welcher der Olympischen Götter am geeignetsten ist, den Kronprinzen wie zu erziehen.

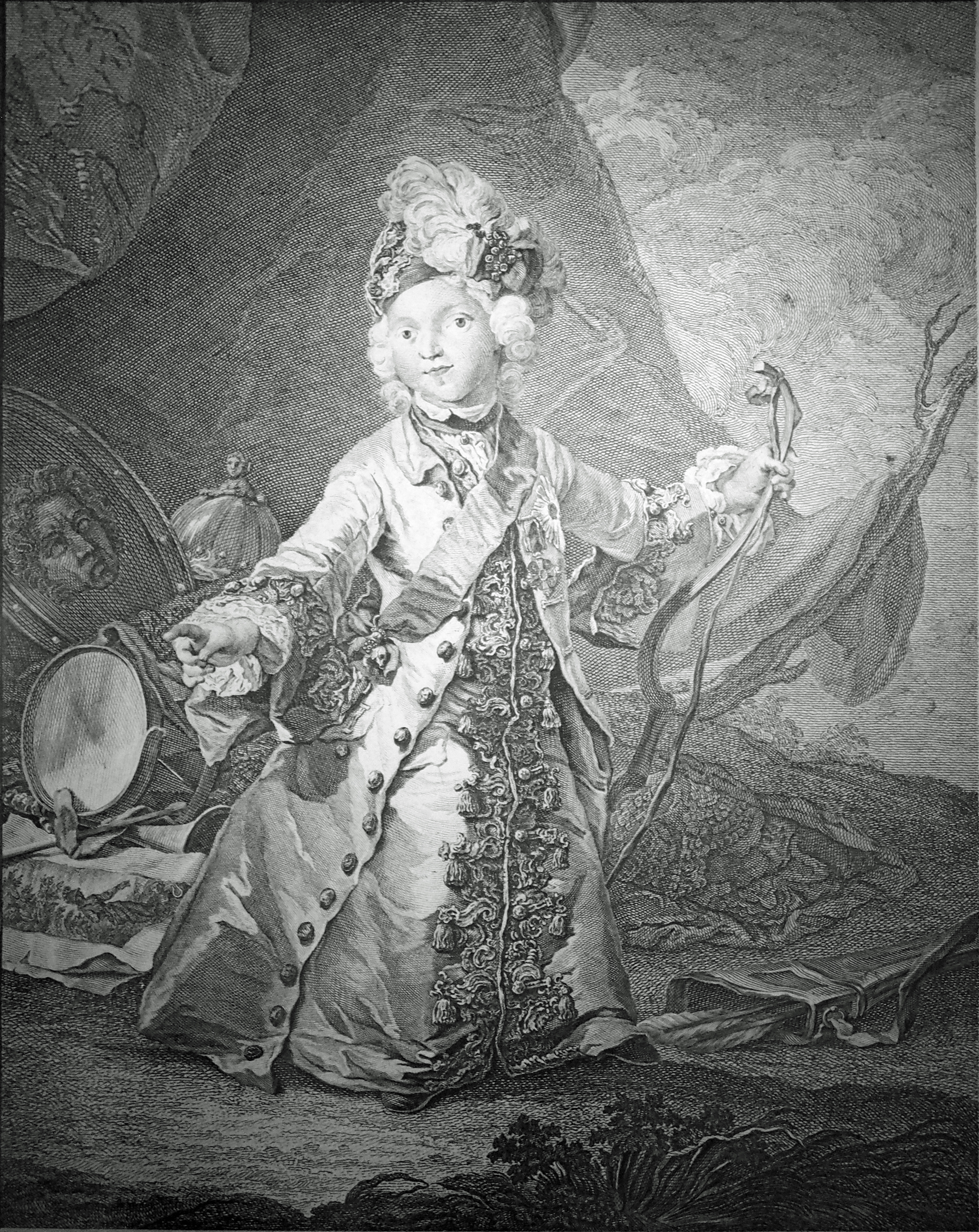
Christian als dreijähriger Kronprinz

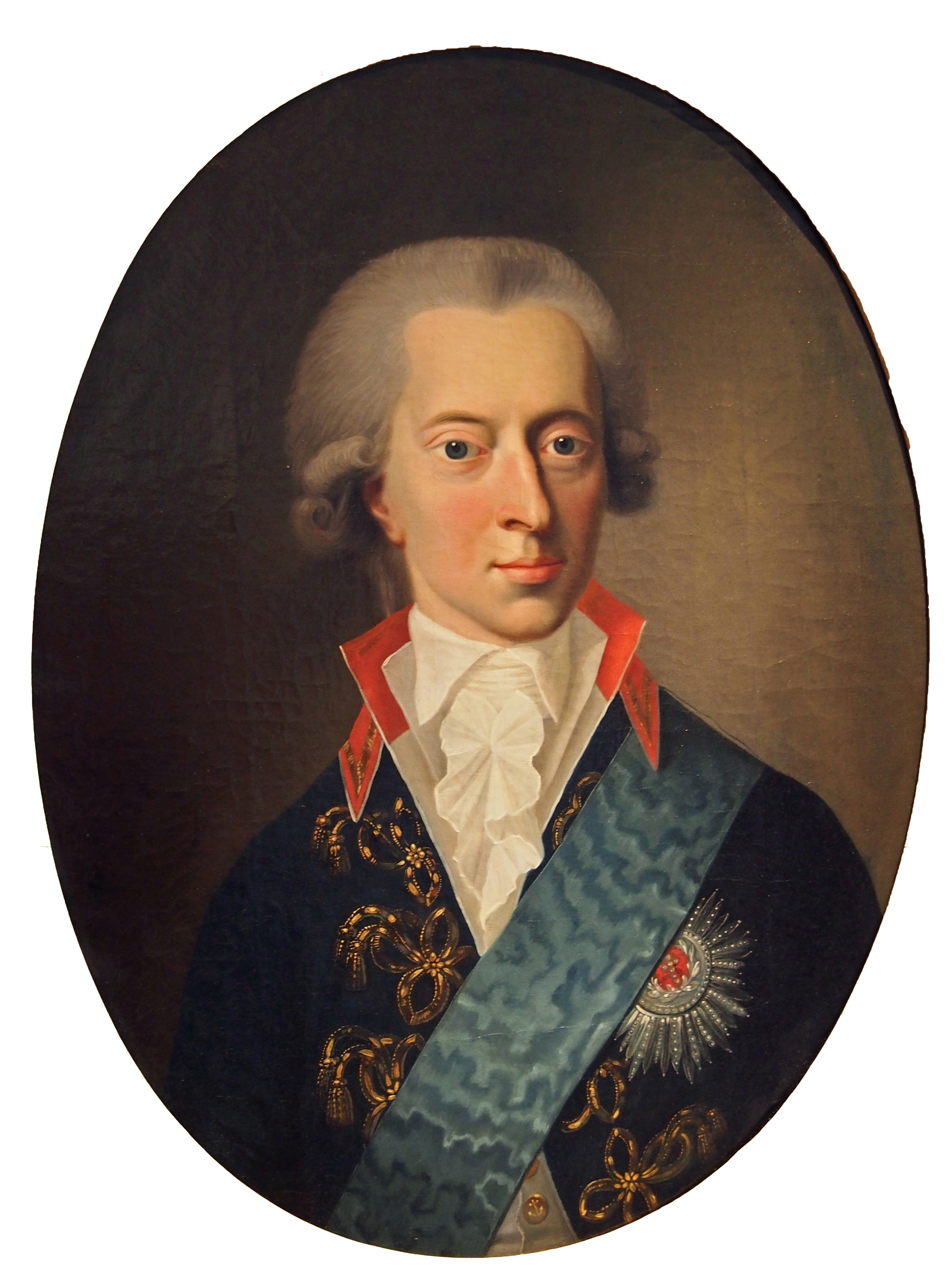
König Christian VII. von Dänemark und Norwegen von Jens Juel

Christian war noch keine drei Jahre alt, als seine Mutter während ihrer sechsten Schwangerschaft starb. Dem Prinzen blieb elterliche Zuneigung künftig versagt. Seine Stiefmutter Juliane von Braunschweig-Wolfenbüttel, die sein Vater kein Jahr später ehelichte, zeigte keinerlei Interesse für ihn, sondern zog ihren leiblichen Sohn Frederik vor. Dem Vater selbst wurde das schüchterne, sensible Kind, das überdies zu epileptischen Anfällen neigte, zunehmend gleichgültig. Von seinem Erzieher, Graf Detlev von Reventlow (1712–1783), wurde Christian sehr streng behandelt. Interesse am Regierungsgeschäft wurde bei dieser Erziehung bewusst nicht geweckt. Dabei galt Christian als Jugendlicher als intelligent, und sein Lehrer für französische Literatur, Élie-Salomon-François Reverdil, förderte sein Interesse an der Philosophie und der Aufklärung. Er zeigte jedoch schon in jungen Jahren Anzeichen von Geisteskrankheit. Laut Viggo Christiansen litt er an Schizophrenie. Ole Sylvester Joergensen dagegen vermutet eher das Asperger-Syndrom als Ursache der sozialen Störungen Christians.

### Regierungsantritt und Ehe
Am 14. Januar 1766 starb Christians Vater, und wenige Tage später wurde Christian VII. kurz vor seinem 17. Geburtstag gekrönt. Die Regierungsgeschäfte führte zunächst, wie schon zu Zeiten seines Vaters, das Geheimes Conseil genannte Kabinett, insbesondere Graf Johann Hartwig Ernst von Bernstorff, der Vorsitzende der Deutschen Kanzlei. Die einzige Aufgabe des Königs bestand darin, die Beschlüsse zu unterschreiben, denn nach dem dänischen Königsgesetz ging alle Gewalt allein vom König aus. An wirklicher Beteiligung des Königs an der Regierung hatten die Regenten kein Interesse. Sie beunruhigte aber, dass sich bereits nach wenigen Tagen die Unberechenbarkeit des jungen Königs zeigte, als er den langjährigen Oberhofmarschall Adam Gottlob von Moltke entließ.

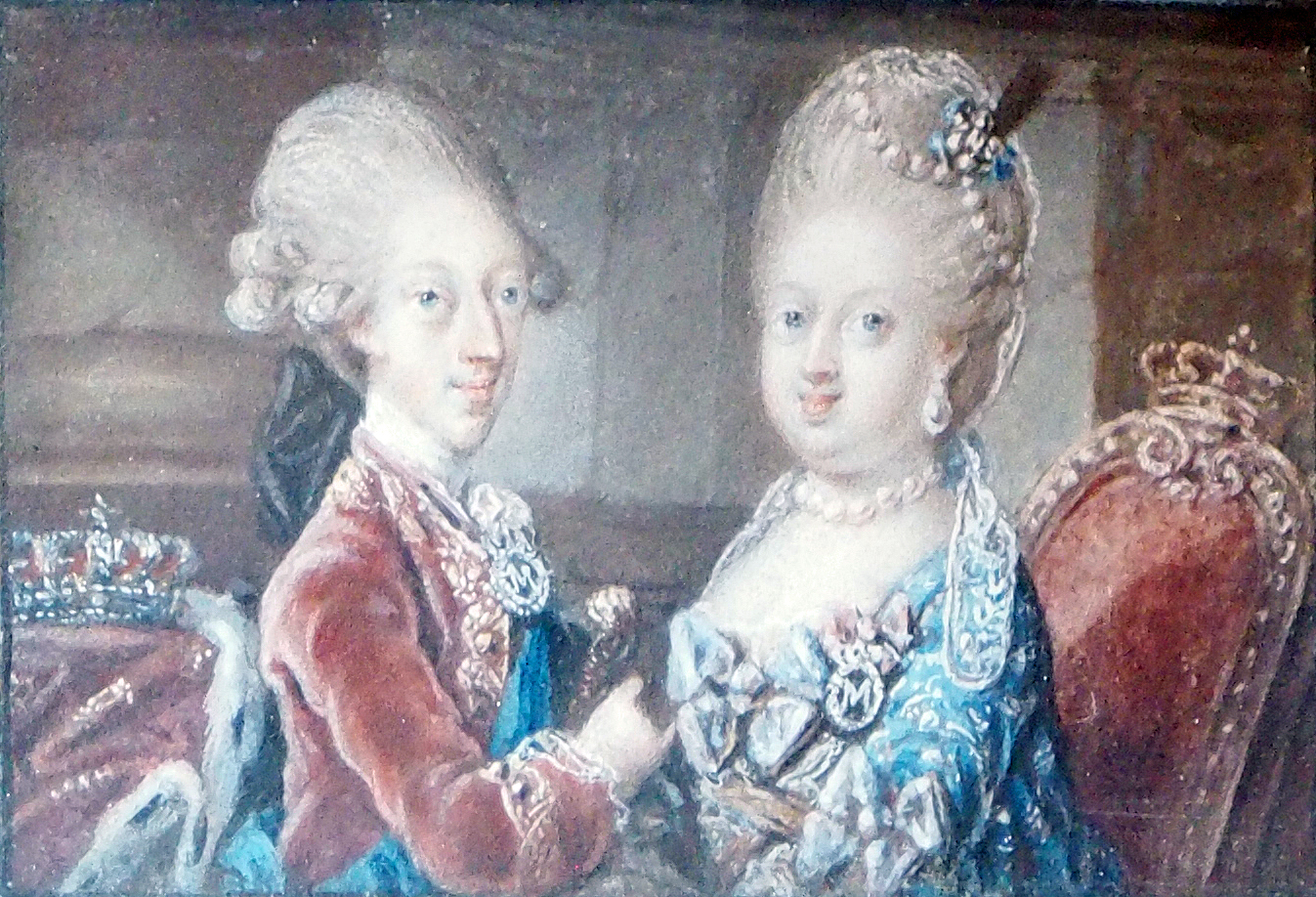
Christian VII. und Caroline Mathilde

Im Alter von siebzehn Jahren heiratete er am 8. November 1766 auf Schloss Christiansborg seine fünfzehnjährige Cousine Caroline Mathilde von Großbritannien, die Schwester des englischen Königs Georg III., mit der er zwei Jahre zuvor verlobt worden war. Die Ehe wurde unglücklich. Der König erklärte öffentlich, dass er sie nicht liebe, und trieb sich stattdessen mit seinem Günstling Conrad Holck auf den Straßen herum. Er unterhielt ein Verhältnis mit der Prostituierten Anne Cathrine Benthagen (Støvlet-Cathrine, d. h. Stiefeletten-Cathrine, 1745–1805), der er völlig verfiel und die er sogar mit zum Hof brachte. Anfang 1768 wurde sie verhaftet, zunächst ins Gefängnis gesperrt und, als der König im selben Jahr zu seiner Europareise aufgebrochen war, des Landes verwiesen, erhielt jedoch eine stattliche Pension, als sie 1770 den Zollinspektor Conrad Ditlev Maes heiratete. Schnell wurden die Eskapaden des jungen Königs bekannt und erregten Ärgernis. Die regierenden Minister versuchten vergeblich, seinen Zustand und sein Benehmen wenigstens vor ausländischen Diplomaten zu verbergen, und schickten ihn schließlich auf eine Auslandsreise.

### Europareise
Am 6. Mai 1768 brach der König mit großem Gefolge zu einer Reise durch Europa auf. Die für junge Adlige übliche Grand Tour war bereits vor dem Tode seines Vaters geplant gewesen. Unmittelbar vor Beginn der Reise war eine Extrasteuer zur Finanzierung der Ausgaben erhoben worden. Bernstorff begleitete den König, um ihn zu überwachen und politischen Nutzen aus der Reise zu ziehen. Caroline Mathilde hätte ebenfalls mitfahren wollen, um ihre Familie zu besuchen, wurde aber in Kopenhagen zurückgelassen. Der erste große Aufenthalt war Schloss Gottorf, wo Christian VII. am 27. Mai den Gottorper Vertrag unterzeichnete, der die Reichsunmittelbarkeit von Hamburg gegen den Erlass von 1,3 Mio. Reichstalern dänischer und herzoglich-gottorfischer Schulden besiegelte. Weitere mehrtägige Aufenthalte gab es auf Schloss Traventhal und Schloss Ahrensburg, wo Heinrich Carl von Schimmelmann am 10. Juni zum königlichen Schatzmeister ernannt wurde und sich der Reisegesellschaft anschloss. Schimmelmann beglich einen Großteil der Reiseausgaben. Als Reisearzt wurde dem König der Armenarzt Johann Friedrich Struensee zugeteilt, ein Aufklärer aus Altona, den Conrad Holck ausgewählt hatte.
Nachdem er sein Herrschaftsgebiet verlassen hatte, setzte der König die Reise als „Prinz von Traventhal“ fort und konnte so weitgehend auf das enge Zeremoniell öffentlicher Ehrenbezeugungen verzichten. In Hanau besuchte er seine Schwestern Wilhelmine Caroline, Ehefrau des Grafen von Hanau Wilhelm, und Louise, die mit dessen Bruder Karl von Hessen-Kassel verheiratet war. Weiter reiste er in die Niederlande. Dort besichtigte er u. a. soziale Einrichtungen, Manufakturen und eine Herrnhuter Siedlung. Über Frankreich reiste er nach England, wo er am 10. August in Dover an Land ging. In London besuchte er seine Schwiegermutter Augusta von Sachsen-Gotha und seinen Schwager König Georg III. In Cambridge und Oxford wurde ihm jeweils der juristische Ehrendoktor verliehen. Am 14. Oktober 1768 bestieg er in Dover wieder ein Schiff, das ihn zurück nach Calais brachte. In Paris traf er mit dem französischen König Ludwig XV. zusammen. Im November zeigten sich erstmals gesundheitliche Probleme. Mehrere Tage blieb der König in seinem Zimmer unter Struensees Obhut. Auf der Rückreise besuchte er noch einmal seine Schwestern und erreichte am Neujahrstag 1769 in Altona wieder sein Herrschaftsgebiet.

### Struensees Regierung
Struensee gewann auf der Reise das Vertrauen des Königs. Nach der Rückkehr an den dänischen Hof Anfang 1769 stieg dieser Einfluss. Bereits Mitte Mai 1770 verlieh Christian ihm den Titel Etatsrat. Struensee wurde auch offiziell zum Leibarzt ernannt. Im September 1770 veranlasste Struensee den König, Bernstorff zu entlassen. Er weckte im König das Interesse für liberale Reformen im Sinne der Aufklärung. Das Gehejmekonseil, das vor allem den gegen den Adel gerichteten Reformen kritisch gegenüberstand, wurde am 27. Dezember 1770 aufgelöst. Doch bald überschattete Christians fortschreitende Erkrankung die Zusammenarbeit mit Struensee. Struensee gelang es, von Christian eine Generalvollmacht zu erhalten, die es ihm erlaubte, anstelle des Königs zu unterschreiben. Damit war er quasi Alleinherrscher. Zur Betreuung und Unterhaltung des Königs stellte er Enevold von Brandt an und rief den früheren Prinzenerzieher Reverdil zurück.
Christian VII. machte Struensee auch mit seiner Frau bekannt, die in ihrer Ehe und am Hof unglücklich war. Statt die Ehe des Königspaars neu zu beleben, führten Struensees Empfehlungen für eine gesündere Lebensführung jedoch dazu, dass sich der Leibarzt und die Königin näher kamen. Es wird angenommen, dass Struensee auch der Vater ihrer Tochter Louise Auguste war. Christian erkannte sie jedoch als seine Tochter an und erhob Struensee am Tag ihrer Taufe zum Lehnsgrafen.

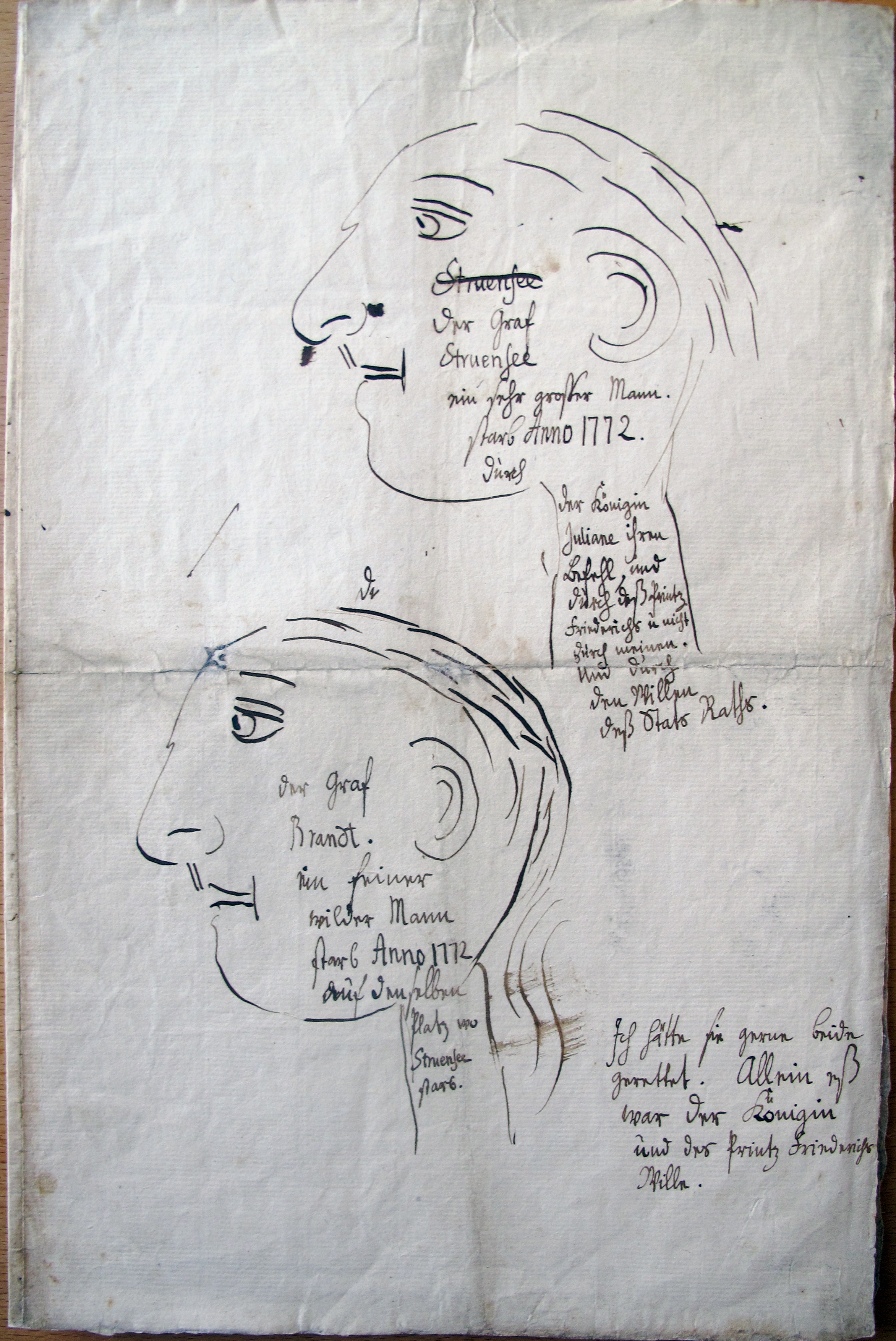
Porträts von Struensee und dem ebenfalls hingerichteten Brandt aus (angeblich) Christians VII. Hand mit der Bemerkung „Ich hätte sie gerne beide gerettet“.

Struensees Gesetze wie die zur Presse- und Meinungsfreiheit, zur Abschaffung der Folter und der Kirchenbuße machten Dänemark zum fortschrittlichsten Staat seiner Zeit. Die Umorganisation der Verwaltung hatte aber auch eine Schwächung des mächtigen dänischen Adels zur Folge, weshalb Struensee 1772 von konservativen Kräften unter Führung der Königswitwe Juliane Marie gestürzt und am 28. April 1772 vor den Toren Kopenhagens hingerichtet wurde. Im vorausgegangenen Prozess war Christian nicht befragt worden, ihm waren nur die notwendigen Unterschriften abgenötigt worden. Auch seine zunehmende Geisteskrankheit wurde nicht thematisiert. Seine Ehe mit Caroline Mathilde wurde geschieden. Die Königin wurde nach Celle verbannt.
In der Umsetzung eines der letzten Dekrete Struensees wurde 1773 im Norden des Herzogtums Schleswig die nach Christian VII. benannte Stadt Christiansfeld gegründet, wo evangelische Christen der Herrnhuter Brüdergemeine aus deutschen Fürstentümern und den Niederlanden angesiedelt wurden, deren Fleiß und handwerkliche Tüchtigkeit Struensee bei der gemeinsamen Reise 1768 in den Niederlanden kennengelernt hatte.

### Høegh-Guldbergs Regierung
Fortan leitete Ove Høegh-Guldberg mit Unterstützung der Königinwitwe Juliane und deren Sohn Dänemarks Geschicke. Der Großteil der Struenseeschen Reformen wurde aufgehoben. Mit dem Indigenatsgesetz versuchte er, den deutschen Einfluss einzuschränken: Beamte und Prediger mussten an der Kopenhagener Universität studiert haben, wenn sie eine Anstellung im Königreich haben wollten. Andreas Peter von Bernstorff, der sich durch den 1773 mit Russland geschlossenen Vertrag von Zarskoje Selo, die Grundlage für den dänischen Gesamtstaat, große Verdienste erworben hatte, legte daher 1780 sein Amt nieder.
Friedrichs V. Hofprediger Johann Andreas Cramer, der von Struensee abgesetzt worden und als Superintendent nach Lübeck gegangen war, wurde zurückberufen und erhielt eine Professur an der Christian-Albrechts-Universität zu Kiel, als deren Kanzler er ab 1780 den Aufschwung der Universität förderte. In die Jahre von Høegh-Guldbergs Regentschaft fiel auch der Bau des Eider-Kanals.

### Regentschaft des Kronprinzen

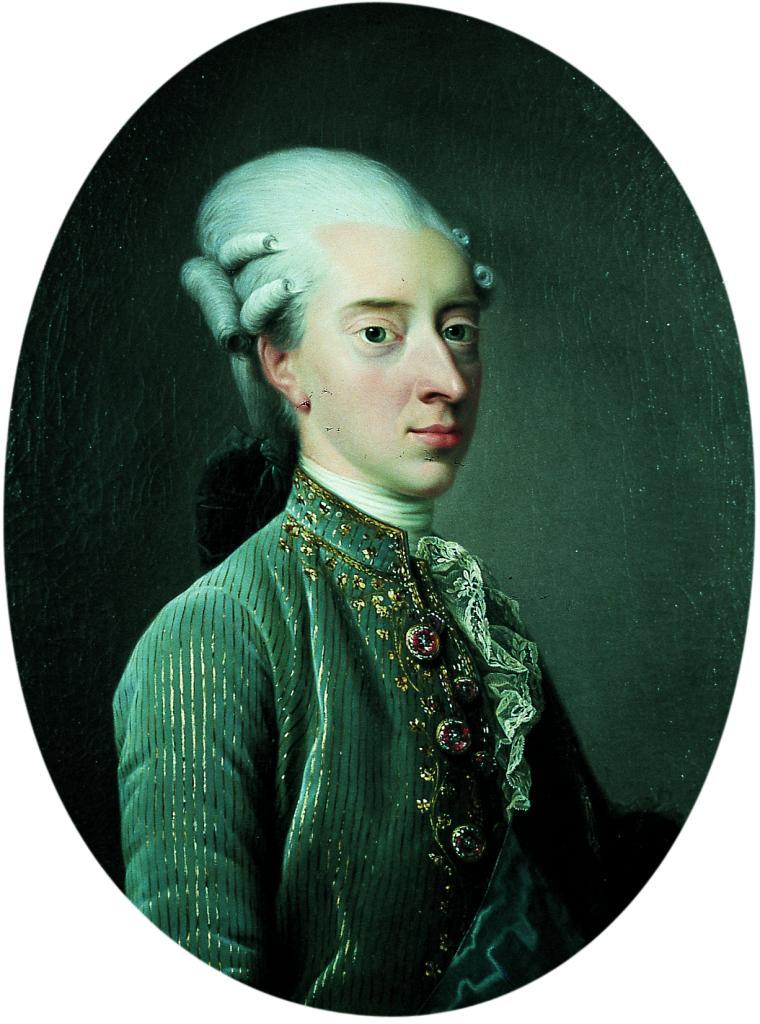
König Christian VII. Gemälde von Jens Juel, 1782.

Im Jahr 1784 entmachtete Christians Sohn Friedrich Høegh-Guldberg und regierte als Kronprinzregent an Stelle seines Vaters, der laut Fischer 1785 noch eine königliche Akademie der Chirurgie in Kopenhagen gründete. Da Friedrich im Gegensatz zu Høegh-Guldberg der Aufklärung zugeneigt war, führte er eine Reihe Reformen wie die Aufhebung der Leibeigenschaft durch. Eine seiner ersten Amtshandlungen war die Ernennung Ernst Heinrich von Schimmelmanns zum Finanz- und Handelsminister, in welcher Eigenschaft dieser gemeinsam mit Christian Detlev von Reventlow den Freihandel förderte. Auch Andreas Peter von Bernstorff kehrte 1784 in die Regierung zurück und gehörte dieser bis zu seinem Tode 1797 an. Bernstorff setzte sich für die Neutralität des Gesamtstaats ein. Dänemark erlebte eine Blütezeit.
1794 brannte Schloss Christiansborg nieder. Dem obdachlos gewordenen König stellte die Familie Moltke ihr Stadtpalais am Amalienborger Platz zur Verfügung. Ab diesem Zeitpunkt war das Schloss Amalienborg die königliche Residenz.

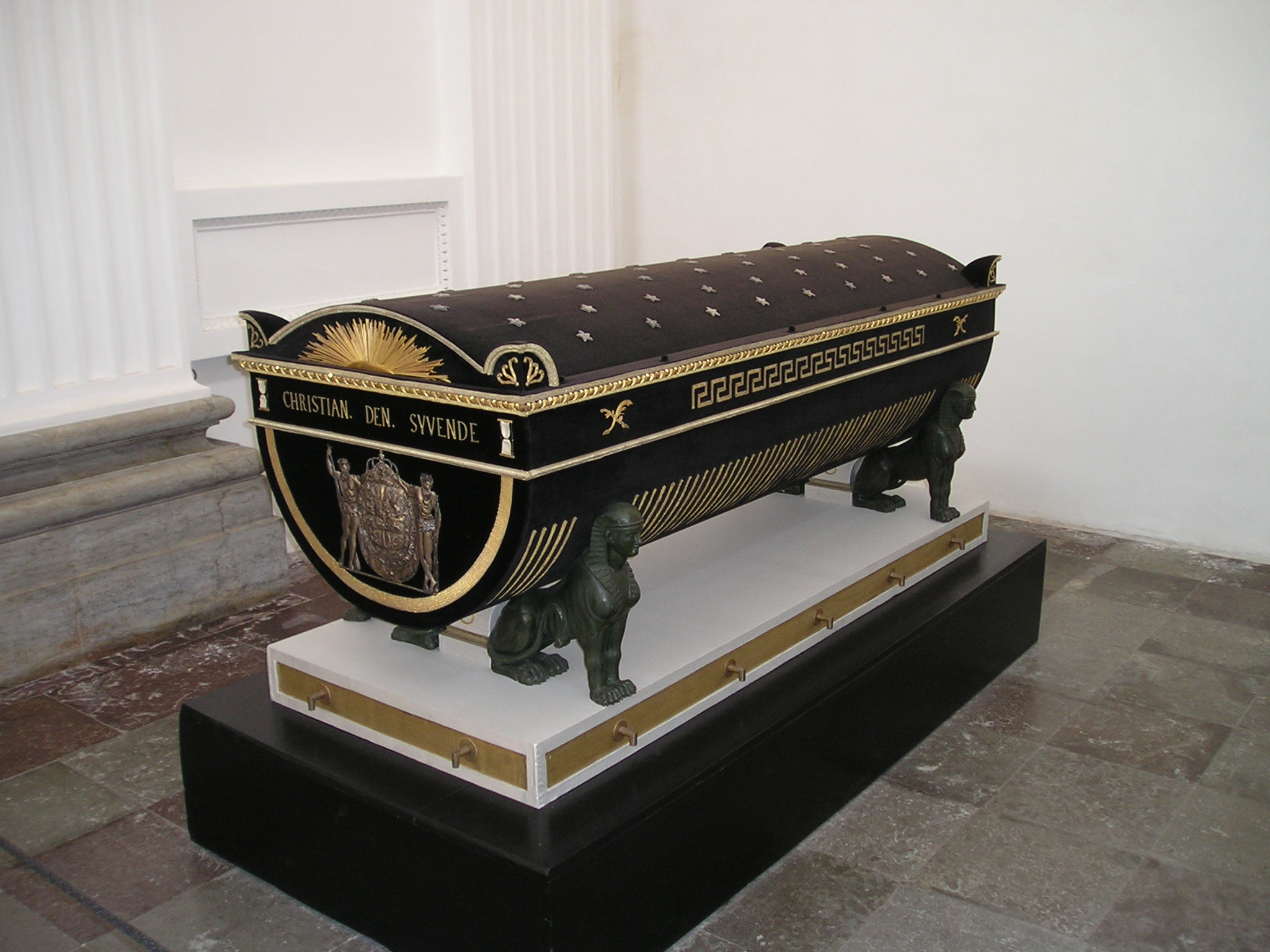
König Christians Sarg im Dom zu Roskilde

Christian VII. starb 1808 in Rendsburg an einem Schlaganfall. Der dänische Historiker Ulrik Langen hat 2008 widerlegt, Christian VII. sei durch einen psychisch bedingten Herzinfarkt gestorben. Christian VII. wurde im Dom zu Roskilde, dem traditionellen Begräbnisort der dänischen Könige auf der Insel Seeland, beigesetzt.

## Nachkommen
Aus der Ehe mit Caroline Mathilde von Großbritannien ging ein Sohn hervor:
- Friedrich VI. (* 28. Januar 1768; † 3. Dezember 1839), König von Dänemark-Norwegen.

Die Tochter Louise Auguste (* 7. Juli 1771; † 13. Januar 1843), spätere Herzogin von Schleswig-Holstein-Sonderburg-Augustenburg, wurde offiziell als Christians Tochter ausgegeben und als dänische Prinzessin erzogen. Es gilt jedoch als sicher, dass sie der Liebesbeziehung von Königin Caroline Mathilde mit Graf Struensee entstammte.

## Vorfahren
|  |                                                            |  |  |  |  |  |  |  |  |  |  |  |  |
|  | König Friedrich IV. (1671–1730)                            |  |  |  |  |  |  |  |  |  |  |  |  |
|  |                                                            |  |  |  |  |  |  |  |  |  |  |  |  |
|  |                                                            |  |  |  |  |  |  |  |  |  |  |  |  |
|  | König Christian VI. (1699–1746)                            |  |  |  |  |  |  |  |  |  |  |  |  |
|  |                                                            |  |  |  |  |  |  |  |  |  |  |  |  |
|  |                                                            |  |  |  |  |  |  |  |  |  |  |  |  |
|  | Louise zu Mecklenburg (1667–1721)                          |  |  |  |  |  |  |  |  |  |  |  |  |
|  |                                                            |  |  |  |  |  |  |  |  |  |  |  |  |
|  |                                                            |  |  |  |  |  |  |  |  |  |  |  |  |
|  | König Friedrich V. (1723–1766)                             |  |  |  |  |  |  |  |  |  |  |  |  |
|  |                                                            |  |  |  |  |  |  |  |  |  |  |  |  |
|  |                                                            |  |  |  |  |  |  |  |  |  |  |  |  |
|  | Christian Heinrich von Brandenburg-Kulmbach (1661–1708)    |  |  |  |  |  |  |  |  |  |  |  |  |
|  |                                                            |  |  |  |  |  |  |  |  |  |  |  |  |
|  |                                                            |  |  |  |  |  |  |  |  |  |  |  |  |
|  | Sophie Magdalene von Brandenburg-Kulmbach (1700–1770)      |  |  |  |  |  |  |  |  |  |  |  |  |
|  |                                                            |  |  |  |  |  |  |  |  |  |  |  |  |
|  |                                                            |  |  |  |  |  |  |  |  |  |  |  |  |
|  | Sophie Christiane von Wolfstein (1667–1737)                |  |  |  |  |  |  |  |  |  |  |  |  |
|  |                                                            |  |  |  |  |  |  |  |  |  |  |  |  |
|  |                                                            |  |  |  |  |  |  |  |  |  |  |  |  |
|  | Christian VII. König von Dänemark und Norwegen             |  |  |  |  |  |  |  |  |  |  |  |  |
|  |                                                            |  |  |  |  |  |  |  |  |  |  |  |  |
|  |                                                            |  |  |  |  |  |  |  |  |  |  |  |  |
|  | Georg I. von Großbritannien (1660–1727)                    |  |  |  |  |  |  |  |  |  |  |  |  |
|  |                                                            |  |  |  |  |  |  |  |  |  |  |  |  |
|  |                                                            |  |  |  |  |  |  |  |  |  |  |  |  |
|  | König Georg II. von Großbritannien (1683–1760)             |  |  |  |  |  |  |  |  |  |  |  |  |
|  |                                                            |  |  |  |  |  |  |  |  |  |  |  |  |
|  |                                                            |  |  |  |  |  |  |  |  |  |  |  |  |
|  | Sophie Dorothea von Braunschweig-Lüneburg (1666–1726)      |  |  |  |  |  |  |  |  |  |  |  |  |
|  |                                                            |  |  |  |  |  |  |  |  |  |  |  |  |
|  |                                                            |  |  |  |  |  |  |  |  |  |  |  |  |
|  | Louise von Großbritannien, Irland und Hannover (1724–1751) |  |  |  |  |  |  |  |  |  |  |  |  |
|  |                                                            |  |  |  |  |  |  |  |  |  |  |  |  |
|  |                                                            |  |  |  |  |  |  |  |  |  |  |  |  |
|  | Johann Friedrich von Brandenburg-Ansbach (1654–1686)       |  |  |  |  |  |  |  |  |  |  |  |  |
|  |                                                            |  |  |  |  |  |  |  |  |  |  |  |  |
|  |                                                            |  |  |  |  |  |  |  |  |  |  |  |  |
|  | Caroline von Brandenburg-Ansbach (1683–1737)               |  |  |  |  |  |  |  |  |  |  |  |  |
|  |                                                            |  |  |  |  |  |  |  |  |  |  |  |  |
|  |                                                            |  |  |  |  |  |  |  |  |  |  |  |  |
|  | Eleonore von Sachsen-Eisenach (1662–1696)                  |  |  |  |  |  |  |  |  |  |  |  |  |
|  |                                                            |  |  |  |  |  |  |  |  |  |  |  |  |
|  |                                                            |  |  |  |  |  |  |  |  |  |  |  |  |

## Künstlerische Adaptionen

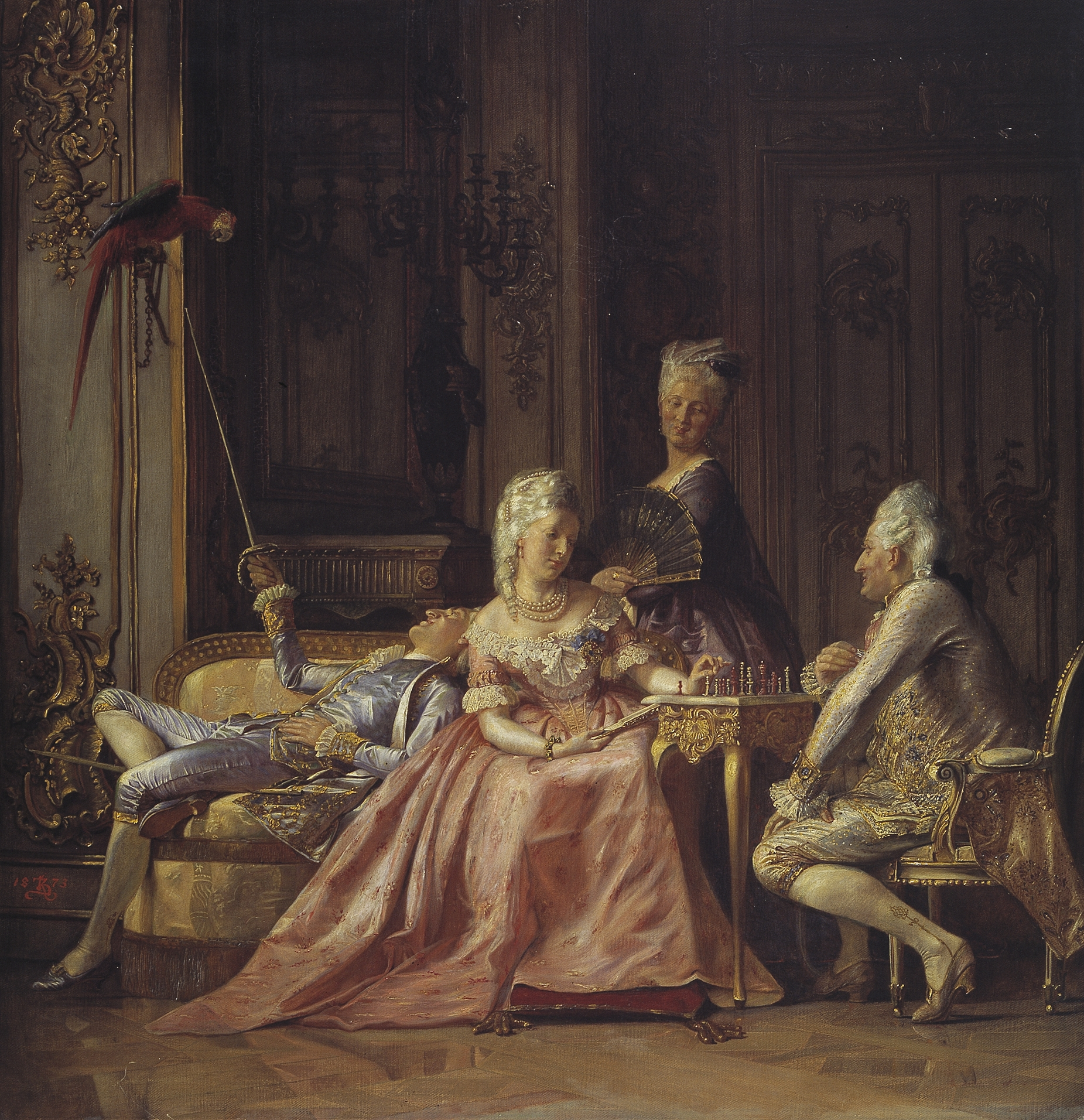
Kristian Zahrtmann: Szene vom Hof Christians VII (1873). Caroline Mathilde und Struensee spielen Schach, während König Christian VII. den Papagei mit seinem Degen neckt (Sammlung Hirschsprung).

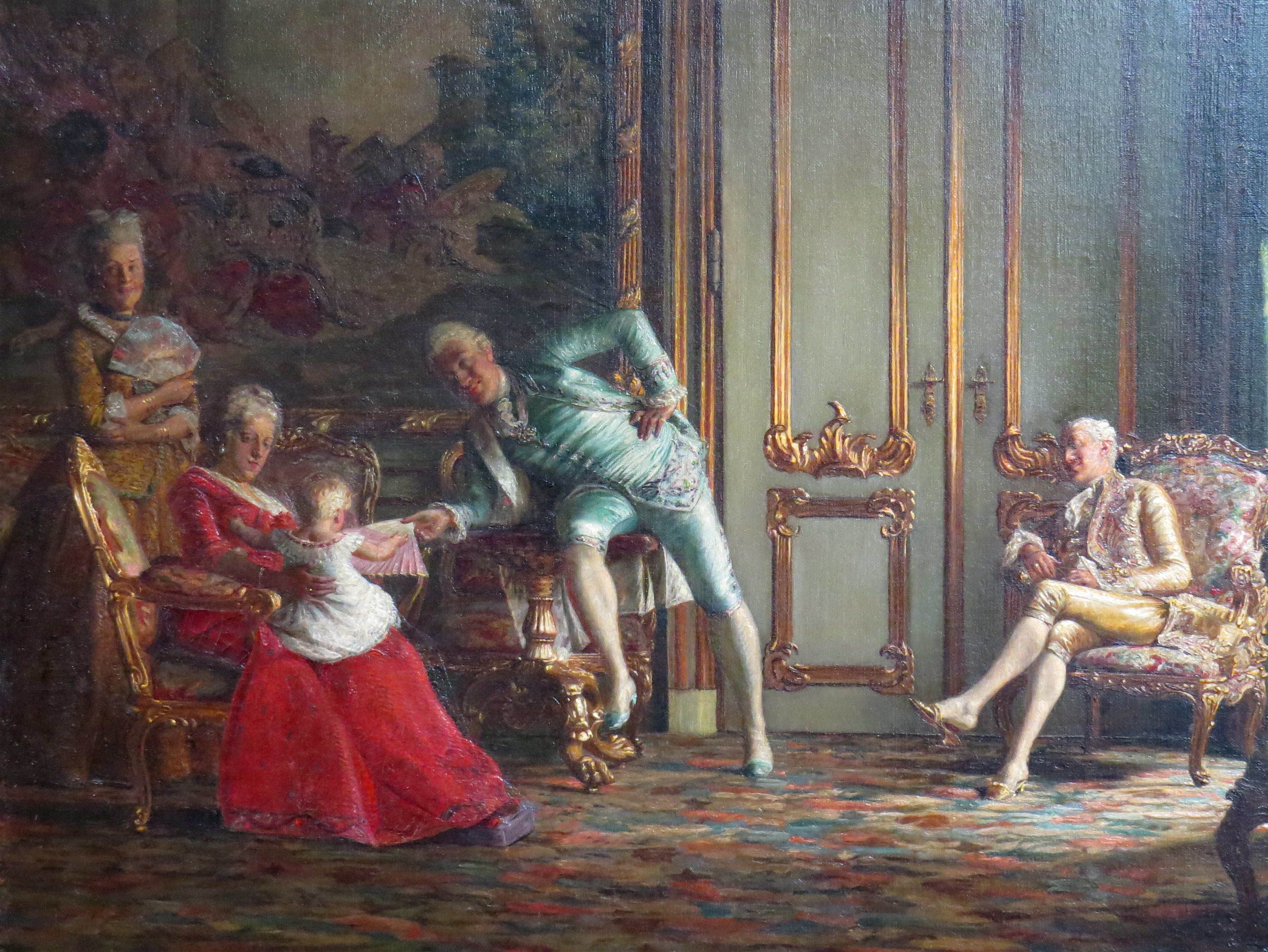
Kristian Zahrtmann: Interieur vom Hof Christians VII (1881). Caroline Mathilde und Struensee spielen mit der kleinen Prinzessin Louise Auguste, während der König zuschaut (Sammlung Hirschsprung).

### Bildende Kunst
- Kristian Zahrtmann: Szene vom Hof Christians VII. (1873). Historienmalerei in der Sammlung Hirschsprung.

### Belletristik (Auswahl)
- Carl Bernhard: Christian VII. und sein Hof. Übersetzt von K. L. Kannegießer und O. L. B. Wolff, 3 Bände, J. J. Weber, Leipzig 1841.
- Robert Neumann: Struensee. Doktor, Diktator, Favorit und armer Sünder, Querido Verlag, Amsterdam 1935. Jüngste Neuauflage 1996 unter dem Titel Der Favorit der Königin, ISBN 978-3-423-12209-2.
- Karen Blixen: Nächtliches Gespräch in Kopenhagen. In: Dies.: Widerhall. Letzte Erzählungen, aus dem Englischen von Wolfheinrich von der Mülbe und W. E. Süskind. Deutsche Verlagsanstalt, Stuttgart 1959, ISBN 3-7175-1682-5.
- Per Olov Enquist: Livläkarens besök. Norstedts, Stockholm 1999 (deutsche Ausgabe: Der Besuch des Leibarztes. Aus dem Schwedischen übersetzt von Wolfgang Butt. Hanser, München, Wien 2001, ISBN 3-446-19980-2 u. Fischer, Frankfurt 2003, ISBN 3-596-15404-9.)
- Dario Fo: C'è un re pazzo in Danimarca. Milano : Chiarelettere, 2015 (deutsche Ausgabe: Christian VII – Ein Narr auf dem Thron von Dänemark. Aus dem Italienischen übersetzt von Johanna Borek. Hollitzer, Wien 2019, ISBN 978-3-99012-440-6.)
- Arnaldur Indriðason: Der König und der Uhrmacher. Verlagsgruppe Lübbe, Köln 2024, ISBN 978-3-7577-0031-7.

### Filme
- Die Liebe einer Königin, Deutschland 1923, Regie: Ludwig Wolff, mit Walter Janssen als Christian VII. Kinostart: 14. September 1923, Verleih: Bayrische Film.[11]
- Mein Herz der Königin (engl. The Dictator), Großbritannien 1935, Regie: Victor Saville, mit Emlyn Williams als Christian VII.[12]
- Herrscher ohne Krone, BRD 1957, Regie: Harald Braun, mit Horst Buchholz als Christian VII.[13]
- Eine königliche Affäre, Dokumentation von Wilfried Hauke, ZDF/ARTE 2010.[14]
- Die Königin und der Leibarzt (dänisch En Kongelig Affære, engl. A Royal Affair), Dänemark/Tschechien/Schweden/Deutschland 2012, 137 Min.; Regie: Nikolaj Arcel; Darsteller: Mads Mikkelsen, Alicia Vikander, Mikkel Boe Følsgaard u. a.[15]